# Josiášova reforma

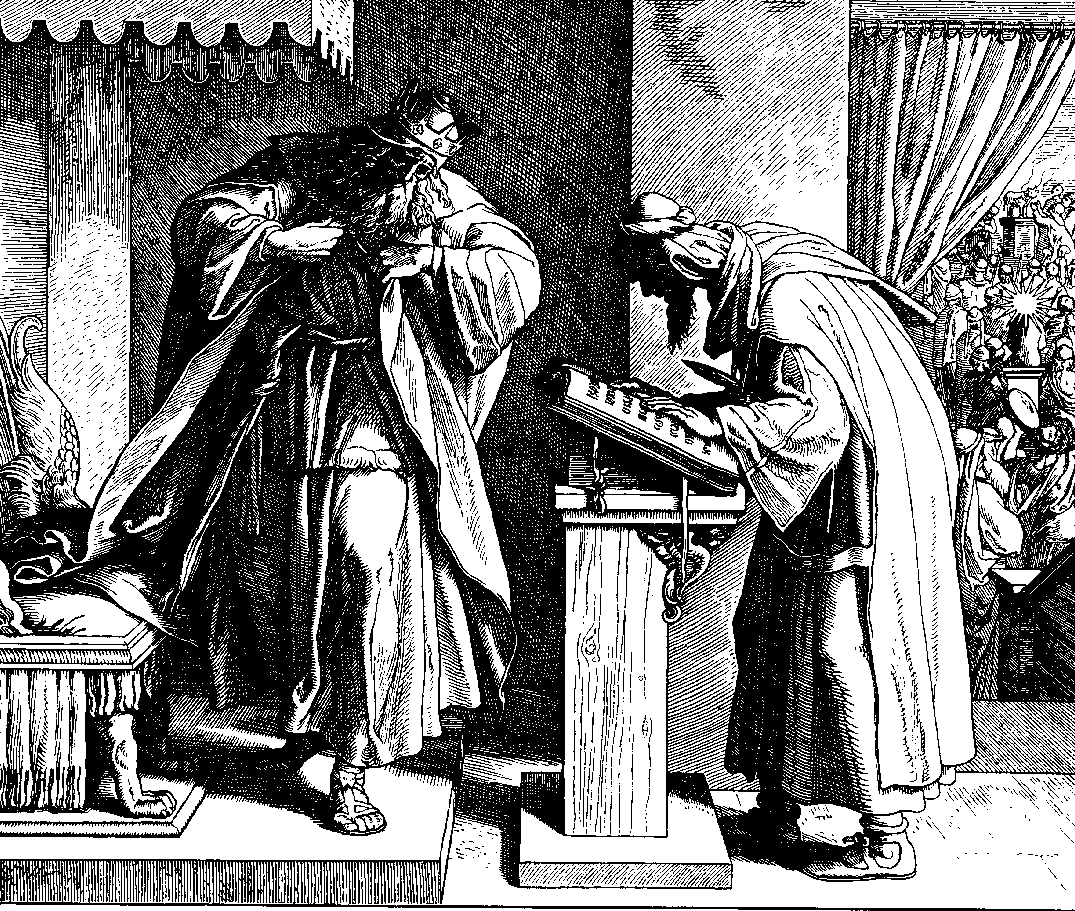
Reforma krále Josiáše proběhla ve dvou fázích – nejprve šlo o očistu izraelského náboženství a poté uzavření nové smlouvy lidu s Hospodinem

Josiášova reforma byla pokusem judského krále Josiáše (649–609 př. n. l.) o zničení všech pohanských předmětů a objektů v tehdejším jižním království. Ačkoliv chronistická díla Bible ji hodnotí ryze pozitivně, prorocká díla a historikové se k ní stavějí i kriticky, především kvůli centralizaci izraelského náboženství.

## Reforma izraelského náboženství
Kniha 2. Paralipomenon (2. kniha letopisů) uvádí, že náboženská očista začala 12. roku Josiášovy vlády. Král tehdy dal zničit veškerá kultovní místa ostatních bohů, přičemž cílem bylo odstranit vše, co se v očích běžného lidu stávalo předmětem uctívání.
V městech kmene Manasesova, Efrajimova a Šimeónova až po Netfalího i okolních pustinách, stejně jako v celém Judsku, nechal Josiáš zbořit oltáře, posvátné kůly, tesané modly i všechny oltáříky pro vykuřování kadidlem (2.Paralipomenon 34:6–7).

### Posvátná návrší
"Na každém vysokém pahorku a pod každým zeleným stromem si stavěli i oni posvátná návrší, posvátné sloupy a kůly." 1.Královská 14:23

Na vysokých pahorcích nebo u posvátných stromů stavěly mnohé národy ve starověku tzv. "posvátná návrší" neboli vyvýšená místa ( nazývaná v Bibli "bamoth" = vysoká místa). Šlo o uměle postavené, většinou kamenné plošiny, na nichž stával oltář, posvátný sloup nebo posvátný kůl, pokud se vedle návrší nenacházel živý strom. Kniha Leviticus varuje Izraelity před účastí na posvátných návrších, ale badatelé poukazují, že tato pasáž je pravděpodobně velice pozdního (po-josiášovského) původu. 
Josiáš dal zničit všechna posvátná návrší u Jeruzaléma i v celém Judsku, kde se pálilo kadidlo Baalovi, slunci, měsíci, souhvězdím a veškerému nebeskému zástupu (2:Královská 23:5). Zvláště se zaměřil na návrší, která stála u jeruzalémských bran, návrší od Geby až po Beer-šebu (23:8) i návrší naproti Jeruzalému jižně od Hory zkázy (Olivové hory), které nechal vybudovat Šalamoun.

### Moloch v údolí Ben-hinom
Vybudovali posvátná návrší Baalova, aby Baalovi jako zápalné oběti pálili v ohni své syny. K tomu jsem jim přece nedal příkaz, ani jsem o tom nemluvil, ani mi to na mysl nepřišlo. Proto hle, přicházejí dny, je výrok Hospodinův, kdy toto místo se už nebude nazývat ‚Tófet‘ či ‚Údolí syna Hinómova‘, nýbrž ‚Údolí vraždění‘. Jeremjáš 19:5-6

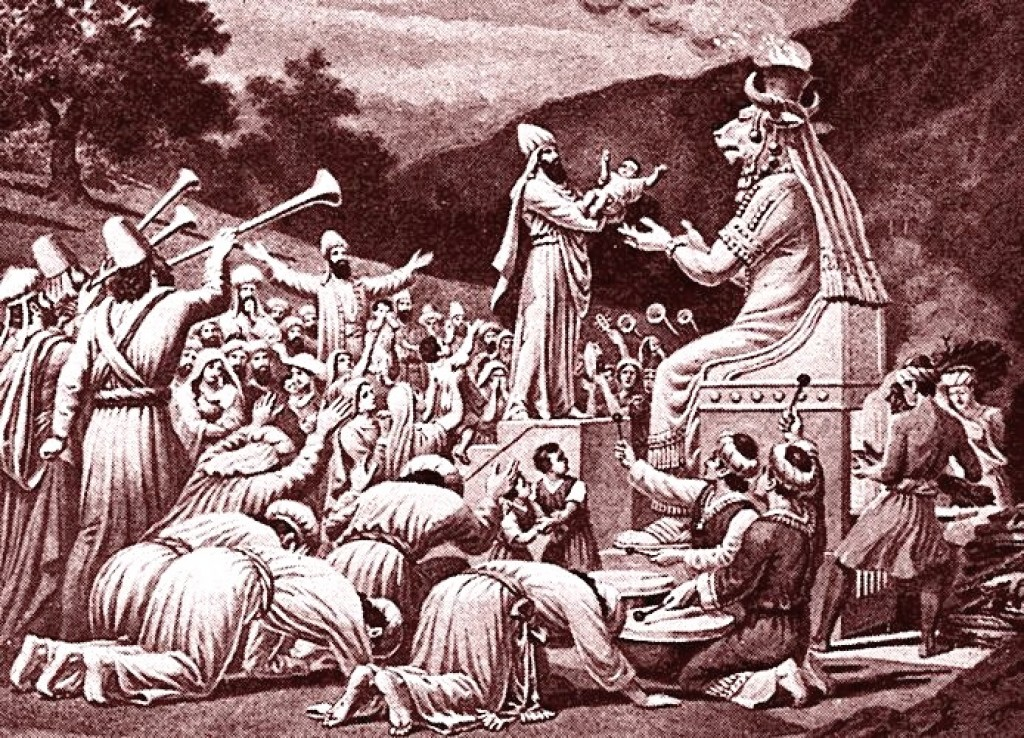
Předkládání dětí Molochovi při nočních slavnostech

Josiáš nechal znesvětit především Tofet v údolí Ben-hinom, kde Izraelité za jeho otce Amóna a vlády krále Manasseho (také Menašeho) obětovávali děti bohu Molochovi (někdy je také nazýván Baal Molech). Taková praxe je vysloveně zakázána v Leviticu 18:21 („Nedovol, aby někdo z tvých potomků byl obětován Molochovi“). Někteří badatelé však tvrdí, že obětování dětí bylo výjimečné a šlo spíše o zasvěcování novorozeňat ohněm před sochou Molocha – viz 2. Královská 16:3, 17:17, 21:6).

### Bét-el

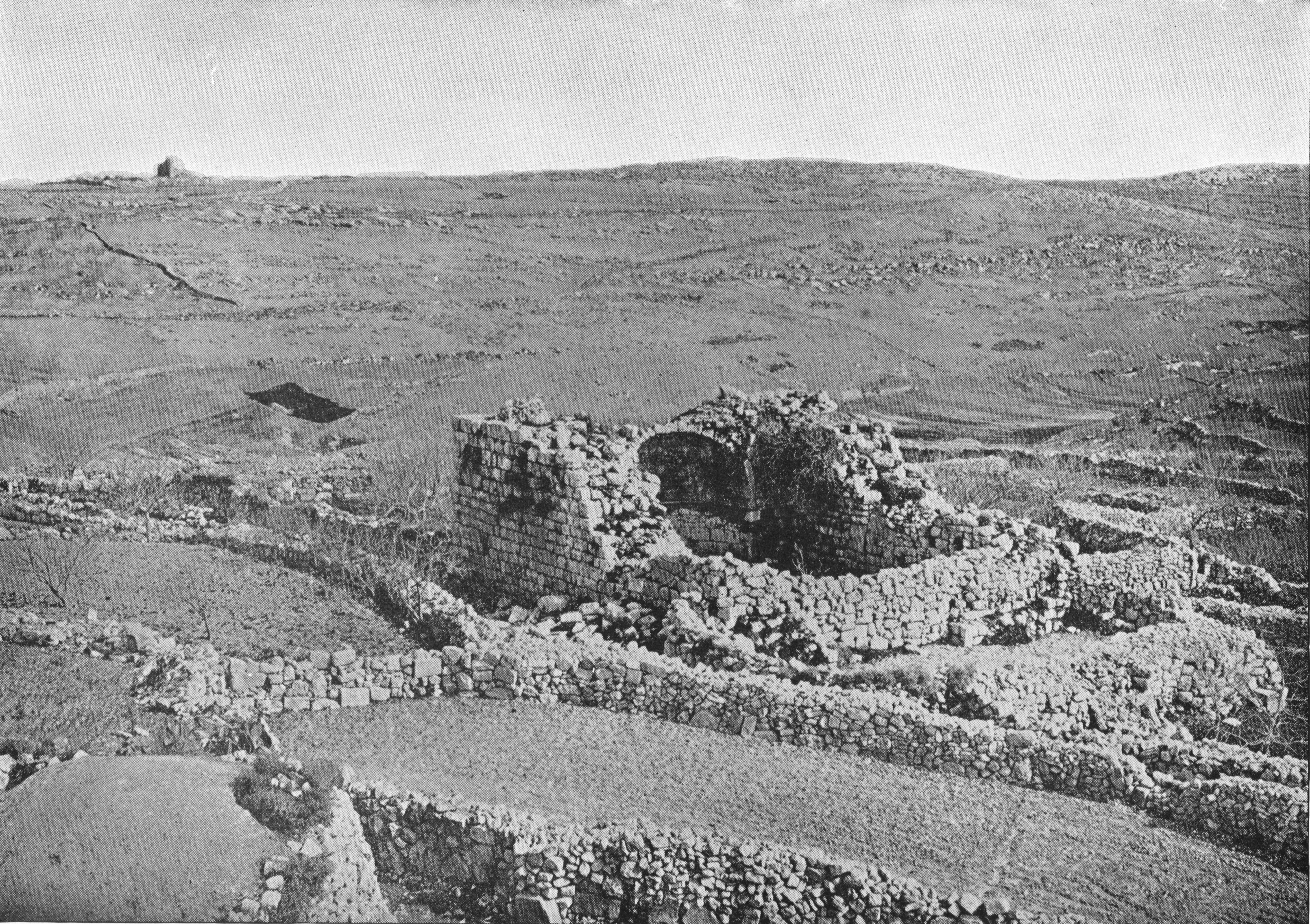
Dnešní podoba starověkého Bét-elu

Podle textu v 2.Královské 23:15–20 se zdá, že Josiáš osobně dohlížel na zničení oltáře a posvátného návrší v Bét-elu (na konci pasáže je totiž psáno, že "potom se vrátil do Jeruzaléma"). Tento oltář byl postaven praotcem Jákobem na Boží příkaz v Genesis 35, ale za vlády Jarobeáma byl použit jako centrální svatyně severního izraelského království. Jarobeám nechal vytvořit zlatého býčka a obětoval mu. Zavedl také svátek podobný tomu judskému, jen s tím rozdílem, že Bůh Izraele byl zpodobněn jako býk. Autor chronistického (dějepisného) díla v Bibli na tento nový kult nahlížel velice kriticky (Jarobeám "sváděl lid k hříchu"), v duchu Josiášových reforem.
Při odstraňování posvátného návrší dal také z hrobů vyzvednout kosti pohanských kněží a spálit je na oltáři. Tento čin měl za cíl znesvětit Bét-elský oltář. Při ničení posvátného návrší byl také spálen posvátný strom (někdy také překládáno jako posvátný kůl nebo posvátný háj). Tento strom byl pravděpodobně zpodobněním Ašéry.
Autor 1. a 2. Královské také tvrdí, že Josiášovo zničení oltáře v Bét-elu bylo předpovězeno anonymním „mužem Božím“, přičemž incident je zmíněn jak v 1. Královské (13), tak v 2. Královské (23). Josiáš dokonce nalezl hrob tohoto muže (23:17) a ušetřil jeho kosti před znesvěcením, stejně jako dalšího (neznámého) proroka ze Samaří.

## Očista Chrámu
Součástí Josiášovy reformy bylo také očištění jeruzalémského Chrámu. To proběhlo někdy mezi 12. a 18. rokem Josiášovy vlády – soudě podle oslavy velikonočního beránka spíše ke konci tohoto období.

### Ašéra
Josiáš nechal prý odstranit veškeré předměty zhotovené pro kenánského boha Baala, Ašéru (reprezentaci Nejvyšší Matky, neboli manželky boha Ela) i veškerý nebeský zástup (jakési plénum bohů, transformovaných později v zástup nebeských andělů).
Přikázal také odnést zpodobnění samotné Ašéry, které stálo v Chrámu a mělo v dřívějších dobách podobu sochy, sedmiramenného svícnu nebo posvátného stromu. Nechal toto zpodobnění spálit, rozemlít na prach a ten následně vysypal na veřejném hřbitově.
Verš v 2. Královské 23:7 zmiňuje, že byly také zbořeny „domečky zasvěcenců bohyně lásky“ (v některých překladech také „stánky modlářské prostituce“ nebo „domky hanebných sodomářů“), kde ženy tkaly roucha/závoje pro Ašeru.

### Sluneční kult
Podle Bible nechal Josiáš odstranit od vchodu do Hospodinova chrámu také koně, které judští králové zasvětili slunci. Tyto koně se nacházeli poblíž místnosti komořího Netan-melecha ve sloupořadí (2. Královská 23:11). Bez milosti také dal spálit tzv. „sluneční vozy“.
Archeologové a historikové našli doklady o podobném zasvěcování koní slunečnímu božstvu, jako je zmíněno v Bibli, zatím pouze v Persii. Mnohem častější bylo obětovávání koní slunečním bohům.

### Oltáře
Zdá se, že součástí jeruzalémského chrámu před reformou bylo také větší množství oltářů, které nebyly zasvěcené Bohu Izraele. Některé se nacházely na střeše chrámu v Achazově pokoji, zatímco další byly králem Menašem postaveny na obou stranách nádvoří Hospodinova domu (2. Královská 23:12). Prach z těchto oltářů byl rozprášen v Kidrónském úvalu.

## Kritika reformy
Nespoléhejte na klamná slova: ‚Je to chrám Hospodinův, chrám Hospodinův, chrám Hospodinův.‘ Jeremjáš 7:4

Dějepisné biblické knihy hodnotí Josiášovu reformu většinou velice jednostranně a pozitivně. Z kontextu dalších knih, například knihy proroka Jeremjáše, však lze poznat, že nedošlo ke skutečné obrodě izraelského náboženského cítění. Stejně jako mnohokrát v minulosti, lid sloužil Hospodinu jen proto, že to král nařídil a na dodržování předpisů dohlížel. Centralizace kultu měla za následek silný důraz na zvířecí oběti (proti čemuž vystupoval zvláště Jeremjáš, syn lévitského kněze) a spoléhání na její očistnou sílu. Judští proroci za Josiášova nástupce Jójakíma i Sedechiáše kritizovali fakt, že lidé nepřestali páchat špatnosti a hříchy. Naopak začali spoléhat na to, že jakýkoliv hřích bude před Bohem smazán prolitím nevinné zvířecí krve. I z toho důvodu se proroci více soustředili na kázání skutečné poslušnosti Bohu namísto formalistického dodržování řádu jednotlivých obětí.
"Přicházíte a stavíte se přede mne v tomto domě, který je nazýván mým jménem, a říkáte: ‚Jsme vysvobozeni.‘ To proto, abyste mohli páchat všechny tyto ohavnosti? Což se stal ve vašich očích tento dům, který je nazýván mým jménem, úkrytem lupičů? Hle, také já vidím, je výrok Hospodinův." Jeremjáš 7:10-11